# 孤高の人
『孤高の人』（ここうのひと）は、新田次郎による日本の小説。同小説を原案とした漫画についても、当記事で扱う。
新田次郎の小説は当初、山と溪谷社の雑誌『山と溪谷』に連載され、1969年に新潮社から出版された。
漫画版はこれを原案として坂本眞一が作画を担当した。当初は鍋田吉郎が原作を担当していたが、途中から高野洋に交代し、後に原作表記が外れ、坂本の単独作品となる。『週刊ヤングジャンプ』（集英社）で2007年11月から2011年10月まで連載。単行本は全17巻。2010年、第14回文化庁メディア芸術祭マンガ部門優秀賞を受賞。

## 概要
本作は、登山家の「加藤文太郎」の生涯を題材とした小説作品である。漫画版はこれを「原案」とし、題名こそ同じだが、小説とは大きく異なった物語が展開されている。

## 小説の問題点
本作はフィクションだが、実際の登山記録（加藤の遺稿集「単独行」（たんどくこう）など）を基に作られており、登山が行われた場所、日時などにおいて多くのものが実際に行われたものと共通している。しかし、吉田富久（作中では宮村健）の描写が単独行と比較して著しく異なり、吉田が登山に誘ったことが原因で加藤が遭難死したかのような誤解を招く恐れのあるものとなっている。

## 小説版
加藤文太郎（かとう ぶんたろう）
六甲山に登ったことをきっかけに徐々に縦走登山に熱中していく。ロック・クライミングに関しては小説中では批判的な目で見ている。
実在の加藤はロック・クライミングを苦手としていたようだ。
現実、小説、漫画でそれぞれロック・クライミングに対する考え方が異なっている。
外山三郎
モデルは加藤の上司の遠山豊三郎。作中でも加藤の上司として登場する。
加藤を登山の世界に引き込む。
藤沢久造
モデルは藤木九三。加藤に、より大きな山へ向かうきっかけを作る。
宮村健
モデルは登山家の吉田富久。加藤に憧れて1人で冬の北アルプスに登ったりしている。
園子に恋焦がれるが失恋し、登山を辞めて満州に渡る決意をする。
自身最後の山行として冬季北鎌尾根縦走を計画し、加藤をザイルパートナーに誘う。
小説の問題点にあるように、実際の吉田富久とは大きく異なる人物である。
志田虎之助
モデルは好日山荘の島田真之介。登山用品店の店員。加藤に登山に関するアドバイスを与える。
金川義助
神港造船技術研修所時代の同級生。政治活動にのめり込み、やがて投獄され研修所も除籍処分となる。
その後しまと結婚、1子を儲けるが政治活動に挫折、妻子を捨てて姿を消す。
一時はヤクザに身を落とすが物語終盤で再起を誓って園子と共に満州に渡る。
影村一夫
神港造船所の技師。技術研修所の講師も兼任している。
陰湿な性格で加藤を含む生徒達に嫌われていたが、加藤が技手になってからは一転して加藤に目をかけるようになる。
愛人の田口みやを加藤に押し付けようとするが失敗。その後再び加藤に陰湿な嫌がらせを行うようになる。
花子
少女時代に加藤に下駄の鼻緒を直してもらったのをきっかけに知り合い、やがて見合いを経て結婚し1女を儲ける。
園子
外山三郎の知人の娘。加藤のことをお互い憎からず想っていたが、男に騙されたのをきっかけに悪女になる。
物語終盤で金川と共に満州に渡る。
田口みや
神港造船所の事務。影村の愛人。

## 漫画版
『週刊ヤングジャンプ』（集英社）で2007年11月から2011年10月まで連載。YJコミックスより全17巻。

### 登場人物
※声優の配役は集英社のデジタルコンテンツ「VOMIC」版のもの。
森 文太郎（もり ぶんたろう）
声 - 緑川光
過去のある事件から他人に対して心を閉ざしていたが、転校先の高校でルートクライミングに触れたことで人生が変わり始める。前の学校でクラスメイトを自殺に追い込んでいたらしいが、その詳細は明かされないまま終わった。小説の加藤文太郎がモデル。
宮本 一（みやもと はじめ）
声 - 松原大典
森文太郎をロッククライミングの道に引き込んだ同級生。優れた才能を持ち、卒業後はフランスに行くことを望んでいる。良くも悪くもクライミングに真摯で真っ直ぐな性格だったが文太郎と再会した時は別人のように人柄が豹変していた。小説の金川義助がモデル。
大西 政雄（おおにし まさお）
声 - 高塚正也
横須賀北高校の英語教師。横須賀北高校クライミング部の創設に尽力する。日本でも有数のクライマーで、その性格から多数の登山家に慕われている。小説の外山がモデル。
白井 夕実（しらい ゆみ）
横須賀北高校クライミング部マネージャー。宮本の幼馴染みで同級生。森の起こしたある事件がきっかけで大きく人生が変わる。清楚な雰囲気の美少女だったが再登場した時は一目で分からないほどケバい風貌のキャバ嬢となっており、人格も荒れて森の弱みに付け込んで強引に泊まろうとしたり金を盗んだりと別人のようになっていたが終盤に結婚してからはやや落ち着いてその事を謝罪して金を返そうとした。小説の園子がモデル。
福本（ふくもと）
横須賀北高校クライミング部員。森、宮本の同級生。
原 渓人（はら けいと）
インドアクライミングの大会である全日本選手権関東地区予選「第13回シーサイドカップ」にて文太郎と出会う。自分はソロクライマーだとし、文太郎に似たものを感じている。主人公の自殺した同級生と瓜二つの容貌をしており、序盤に思わせぶりに登場したが、それ以降全くと言っていいほど出番が無く、終盤に唐突にK2で遭難死体として再登場したが、結局同級生の伏線も明かされないまま退場した。
黒沢 睦美（くろさわ むつみ）
フリージャーナリスト。大西とは同じ大学の山岳部で1年先輩。二人の間にはある因縁がある。
二宮 祐介（にのみや ゆうすけ）
政界や財界に太いパイプを持つ資産家であり登山家。森を14マウンテン山岳会にスカウトする。終盤コネクションを失い凋落したと思わせるセリフが挟まれて以降、作中からフェードアウトした。小説の藤沢がモデル。
竹田（たけだ）
(株)鶴見湾岸冷凍の支社長。小説の影村がモデル。
小堀（こぼり）
(株)鶴見湾岸冷凍の事務の女。小説の田口みやがモデル。
小松 辰治（こまつ たつじ）
二宮が主催する“14マウンテン山岳会 K2アタック隊”の副隊長。隊員に上下関係を押し付ける。長野弁が特徴。
新美 拓（にいみ たく）
二宮が主催する“14マウンテン山岳会 K2アタック隊”のメンバー。登山家だった父の汚名をそそぐためにK2を目指す。小説の金川義助がモデル。
モモちゃん
新美拓の彼女。小説の金川しまがモデル。
加瀬 晃彦（かせ あきひこ）
二宮が主催する“14マウンテン山岳会 K2アタック隊”のメンバー。トレーダーと登山家の二足のわらじを履いている。
国枝（くにえだ）
二宮が主催する“14マウンテン山岳会 K2アタック隊”のメンバー。職業は医者。過去のある出来事から逃れようとしている。
前園 蒼（まえぞの あおい）
二宮の遠縁の親戚で14マウンテン山岳会所属のスキーヤー。森と打ち解けたかのような描写をみせるが、その後出番も無くフェードアウトした。小説の園子がモデル。
足立 勲（あだち いさお）
東関東大学環境理工学部教授で、NPO法人気象環境委員会の一員。烏帽子岳直下デブリ後で森と出会い、彼に道を示す。
加藤 花（かとう はな）
東関東大学教員。大学構内で文太郎と顔を合わせたことをきっかけに親密な仲になる。小説の花子がモデル。
建村 歩（たけむら あゆむ）
文太郎に憧れる若きクライマー。実家は登山用品店を営んでいる。小説の宮村健がモデル。

### 他
K2（ケーツー）
中国とパキスタンとの国境にある山。標高8,611mで世界第2位の高峰。その東壁は未だ人類未踏であり、登頂の難しさではエベレストをもはるかに凌ぐ「非情の山」とされている。K2のKはカラコルムのK。発見当時の測量番号で呼ばれ続けている。
14マウンテン山岳会
世界に14座ある8,000mクラスの山を名前の由来とする。K2シャングリ・ラ プロジェクトを起こす。六本木ヒルズに事務所を置く。